# Islambek Abdyrajew
Islambek Abdyrajew (kirgisisch Исламбек Абдйраев; * 23. August 2000 in Bischkek) ist ein kirgisischer Eishockeyspieler, der seit 2023 bei Ala-Too Dordoi in der kirgisischen Eishockeyliga spielt.

## Karriere
Islambek Abdyrajew begann seine Karriere beim Okanagan HC Europe aus St. Pölten in der österreichischen U18-Liga. 2018 ging er nach Schweden, wo er zunächst für die Spielgemeinschaft IK Göta/Tranebergs IF in der J20-Division 1 und der sechstklassigen Division 4 spielte, bevor er 2019 zum Nacka HK in die J20 Elit, die zweithöchste schwedische Jugendliga wechselte. 2020 kehrte er in seine Heimat zurück und spielte für die Mannschaft der kirgisischen Staatsbahn Kyrgys Temir Dscholu aus der Hauptstadt Bischkek, wo er als wertvollster Spieler der kirgisischen Liga ausgezeichnet wurde. Nachdem er die Saison 2021/22 bei Harjun Kiekko in der viertklassigen finnischen II-divisioona verbracht hatte, kehrte er nach Schweden zurück und spielte dort ein Jahr beim Brinkens IF in der Division 4. Seit 2023 spielt er bei Ala-Too Dordoi in der kirgisischen Eishockeyliga.

### International
Im Juniorenbereich spielte Abdyrajew beim IIHF U20 Challenge Cup of Asia 2018, wo er als Kapitän der Kirgisen mit seinem Team die Silbermedaille gewann.
Für die Herren-Auswahl Kirgisistans nahm Abdyrajew an der Qualifikation zur Weltmeisterschaft der Division III 2019, der Weltmeisterschaft der Division IV 2022, als er beim Heimturnier in Bischkek mit sechs Toren und acht Vorlagen zum Aufstieg der Kirgisen beitrug, und an den Weltmeisterschaften der Division III 2023, als er bester Vorbereiter und zweitbester Scorer nach seinem Landsmann Mamed Seifulow war, und 2024 teil. Zudem vertrat er seine Farben bei den Winter-Asienspielen 2025.

## Erfolge und Auszeichnungen
- 2018 Silbermedaille beim IIHF U20 Challenge Cup of Asia
- 2021 Wertvollster Spieler der kirgisischen Eishockeyliga
- 2022 Aufstieg in die Division III, Gruppe B, bei der Weltmeisterschaft der Division IV
- 2023 Aufstieg in die Division III, Gruppe A, bei der Weltmeisterschaft der Division III, Gruppe B